# Elisabeth Winterhalter
Elisabeth Hermine Winterhalter (Múnich, 17 de diciembre de 1856-Hofheim am Taunus, 13 de febrero de 1952) fue una ginecóloga, cirujana, feminista y mecenas de las artes alemana. Fue una de las primeras doctoras y la primera cirujana en Alemania. La pintora Ottilie Roederstein fue su pareja durante mucho tiempo.

## Biografía
Fue la decimotercera y última hija de Elisabeth (de soltera Von Garr) y de Georg Winterhalter. Su padre murió cuando ella solo tenía once años. Él era médico, al igual que su abuelo, bisabuelo y hermano mayor y, desde temprana edad, ella expresó su deseo de ser médico también. Este objetivo no era apoyado por su familia. En lugar de ello, después de un tiempo en un internado en la Abadía de Beuerberg, la enviaron a una escuela de formación de maestros y se hizo maestra asistente en Schwabing.
En 1884, su madre cedió y aceptó apoyar sus estudios de medicina. En ese momento, a las mujeres no se les permitía asistir a universidades en el Imperio alemán, por lo que presentó una solicitud en la Universidad de Zúrich y en la Universidad de Berna. Pasó la Matura suiza en 1885 y fue admitida en Zúrich. Más tarde ese verano, a través de sus conocidos en la universidad, conoció a Ottilie Roederstein, una retratista que vivía en París y pasaba los veranos en Zúrich con su familia. En 1887, se habían convertido en amantes.

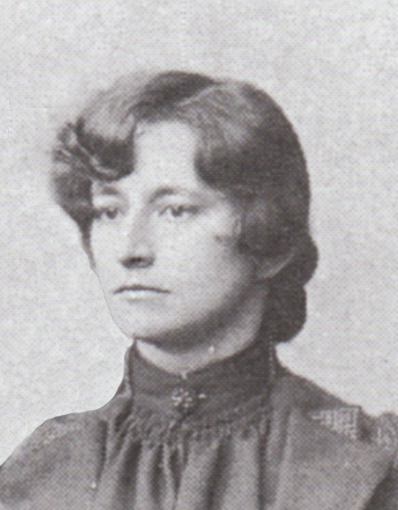
Winterhalter en 1886

Ella pasó su Physikum (examen intermedio) en 1886 y su Staatsexamen en 1889. A esto le siguieron pasantías en clínicas quirúrgicas de París y Múnich. Aprendió masaje ginecológico en Estocolmo, del fisioterapeuta sueco Thuren Brandt. En 1890, consiguió su doctorado y comenzó a ejercer en Zürich.

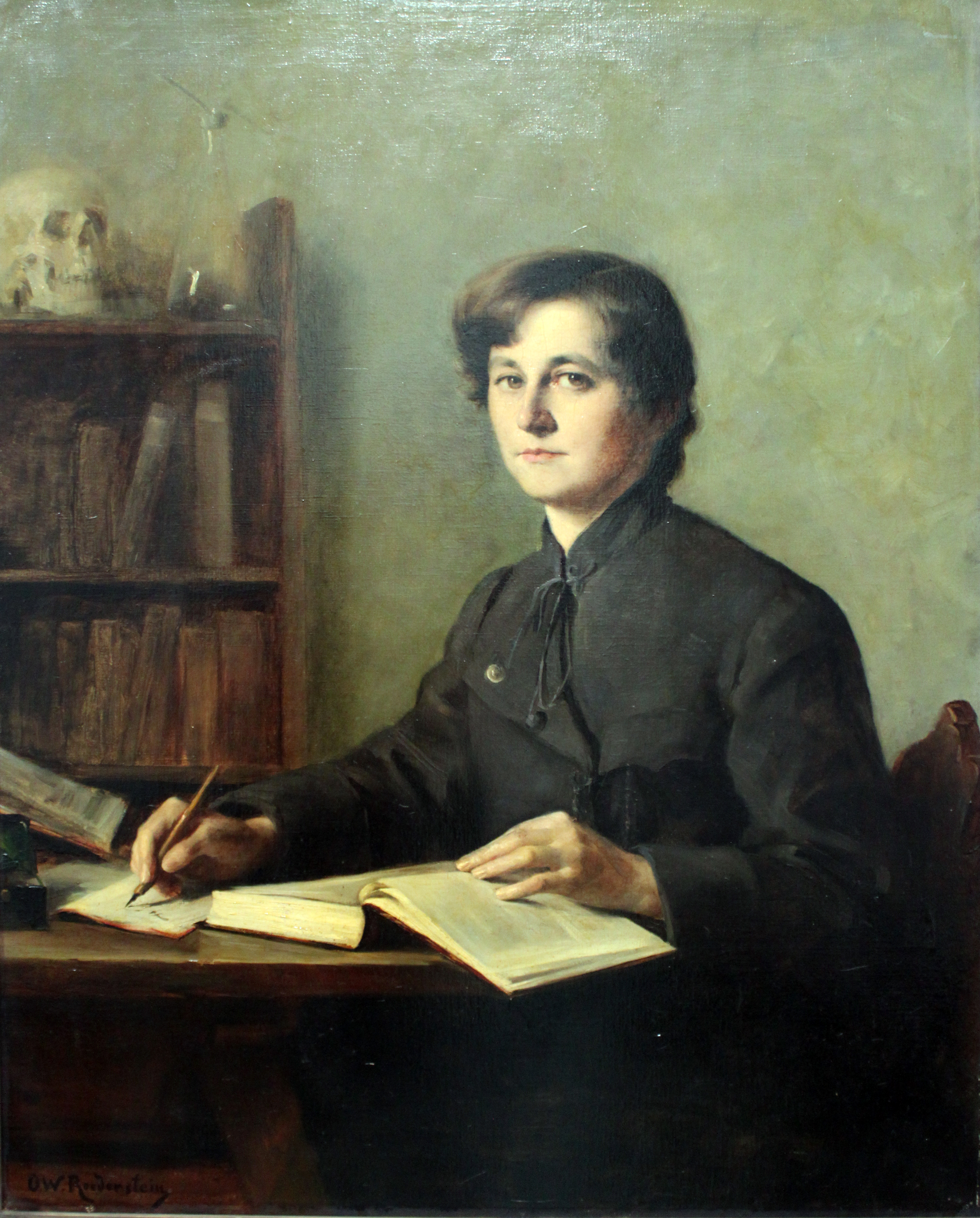
Un retrato temprano de Winterhalter por Roederstein (1887)

### Carrera médica
Al año siguiente, ella y Roederstein se mudaron a Fráncfort de Meno, donde se abrían oportunidades profesionales para Roederstein. Allí, Winterhalter también tuvo la oportunidad de establecer la primera policlínica ginecológica en DRK-Schwesternschaft (una organización de la Cruz Roja). Aunque no pudo obtener una licencia médica alemana, se ganó buena reputación como ginecóloga y obstetra y, en 1895, se convirtió en la primera cirujana en Alemania en realizar una laparotomía. Junto con el Dr. Ludwig Edinger, bajo la égida del Prof. Carl Weigert, realizó una investigación que condujo al descubrimiento de la célula ganglionar del ovario y publicó un importante artículo sobre el tema en 1896.
En 1902, las mujeres en Alemania consiguieron el derecho a estudiar medicina. Por lo tanto, a la edad de cuarenta y siete años, realizó el Physikum y el Staatsexamen y, en 1903, se le otorgó una licencia para ejercer la medicina en Alemania.
En 1907, ella y Roederstein compraron un terreno cerca de Hofheim am Taunus. En 1909, habían construido una villa allí. Winterhalter continuó ejerciendo la medicina hasta 1911, cuando tuvo que dimitir por motivos de salud. A partir de entonces se dedicó a apoyar la carrera de su pareja, las finanzas del hogar y la jardinería. También cofundó una biblioteca municipal y se involucró en varias causas benéficas. Por estas actividades, ella y Roederstein obtuvieron la ciudadanía honoraria en Hofheim.
Durante el ascenso de los nazis, no se las molestó demasiado, pero se volvieron cada vez más retraídas socialmente. Roederstein murió en 1937 y Winterhalter creó un legado conjunto, el Roederstein-Winterhalter-Stiftung.
En su 95 cumpleaños, fue honrada por el presidente Theodor Heuss por su trabajo pionero en la apertura de la profesión médica a las mujeres. Murió dos meses después y fue colocada junto con Roederstein en un "Ehrengrab". En Frankfurt hay una calle del distrito Niederursel que lleva su nombre.